# Guerreros
Guerreros es una película de cine española dirigida por Daniel Calparsoro en 2002.

## Argumento
La película se desarrolla tras la guerra de Kosovo en Kosovo, en el año 2000, después de que la OTAN bombardease la zona. Los protagonistas son un grupo de militares españoles pertenecientes al Regimiento de Cazadores de Montaña "América" n.º 66 de las fuerzas de la OTAN en Kosovo, KFOR en misión de reparar un generador eléctrico que ha dejado a todo un valle sin energía. Pero cuando surgen problemas, su supuesta neutralidad no puede salvarlos. Aquí, el lugar al que nunca debieron llegar, tendrán que enfrentarse cara a cara a sus propias convicciones, al miedo y a la muerte.

## Reparto
| Intérprete       | Personaje           |
| ---------------- | ------------------- |
| Eloy Azorín      | Soldado Vidal       |
| Eduardo Noriega  | Teniente Alonso     |
| Rubén Ochandiano | Sargento Rubio      |
| Carla Pérez      | Soldado Balbuena    |
| Jordi Vilches    | Cabo 1º Ballesteros |
| Roger Casamajor  | Soldado Lucas       |
| Iñaki Font       | Soldado Gómez       |
| Sandra Wahlbeck  | Mónica              |
| Olivier Sitruk   | Soldado Marceau     |
| Blerim Gjoci     | Líder albanés       |
| Stefan Elbaum    | Teniente Blanchard  |
| César Martínez   | Campesino           |
| Arsenio Luna     | Jefe Albano         |
| Fernando Jiménez | Oficial Serbio      |
| Roman Luknár     | Oficial Serbio      |
| Fernando Cayo    | Teniente Serbio     |
| Karol Wisniewski | Soldado Serbio      |

## Banda sonora
La BSO está compuesta por el grupo musical Najwajean, cuya cantante es Najwa Nimri, exesposa del director. Incluye también un tema del músico armenio Arto Tuncboyaciyan.